# Равич, Пётр
Пётр Соломонович Равич (фр. Piotr Rawicz, 12 июля 1919, Львов, Польша — 21 мая 1982, Париж) — французский писатель, переводчик, журналист.

## Биография и творчество
Родился в еврейской семье. Изучал право и восточные языки во Львовском университете, где познакомился со своей будущей женой Анной. После оккупации Львова гитлеровцами бежал из города в 1941 или 1942, скрывался, но был арестован в Закопане при облаве. На допросах он сумел скрыть еврейское происхождение и был депортирован в Аушвиц как политический заключенный-украинец. В 1944 его перевели в концлагерь Ляйтмериц под Терезиенштадтом, откуда он был освобожден в 1945.
После войны жил и работал журналистом в Польше, писал стихи, женился. В 1947 был направлен на учёбу в Сорбонну и Школу восточных языков в Париже. Здесь Равич прожил всю оставшуюся жизнь. Работал корреспондентом различных зарубежных изданий, подрабатывал шофером, переводчиком. В 1961 опубликовал в издательстве «Галлимар» свою написанную по-французски главную книгу — роман о Холокосте и концлагере «Кровь неба».
Стал публиковаться в газете «Монд» как журналист и литературный критик. Написал статьи о Солженицыне (Равич перевел ряд его произведений на идиш), Синявском, Гомбровиче, Мрожеке, Данило Кише и других авторах из России и Восточной Европы, предисловия к французским изданиям их книг. Дружил с Эли Визелем, Хулио Кортасаром, Эженом Ионеско, Чораном, Ежи Косинским, Андре Шварц-Бартом, Владимиром Максимовым. В 1966, получив французское гражданство, проехал по Польше, был в Освенциме. После майских событий 1968 года, глубоко взволновавших Равича (он обсуждал их в телевизионном диалоге с Филиппом Соллерсом), он написал свою вторую, публицистическую книгу — «Блокнот контрреволюционера, или Похмелье» (1969). Она получила неплохую прессу, в парижской газете «Культура» её рецензировал Чеслав Милош.
После смерти жены обычные приступы депрессии у Равича участились и усилились. В один из таких периодов он покончил с собой.

## Произведения
- Le sang du ciel[фр.] (1961)
- Bloc-notes d’un contre-révolutionnaire, ou la Gueule de bois (1969)

## Признание
Роман «Кровь неба» получил во Франции премию Ривароля (1962), был переведен на английский, немецкий, итальянский, польский языки и — наряду с книгами Примо Леви, Робера Антельма, Андре Шварц-Барта, Хорхе Семпруна, Имре Кертеса, Эли Визеля и несколькими другими — входит в избранную «библиотечку Холокоста».